# Drepanotylus aduncus
Drepanotylus aduncus is een spinnensoort in de taxonomische indeling van de hangmatspinnen (Linyphiidae).
Het dier behoort tot het geslacht Drepanotylus. De wetenschappelijke naam van de soort werd voor het eerst geldig gepubliceerd in 1995 door Sha & Zhu.